# Augusta di Sassonia-Meiningen
Principessa Augusta Luisa Adelaide Carolina Ida di Sassonia-Meiningen (Meiningen, 6 agosto 1843 – 11 novembre 1919) era la figlia di Bernardo II, Duca di Sassonia-Meiningen e di sua moglie la Principessa Maria Federica d'Assia-Kassel. Fu la madre di Ernesto II, Duca di Sassonia-Altenburg.

## Famiglia e infanzia
Augusta era l'unica figlia femmina del Duca e della Duchessa di Sassonia-Meiningen. Il suo unico fratello era Giorgio, che sarebbe successo al loro padre nel 1866. Giorgio era più grande di lei di diciassette anni.
I nonni paterni di Augusta erano Giorgio I, Duca di Sassonia-Meiningen e Luisa Eleonora di Hohenlohe-Langenburg. I suoi nonni materni furono Guglielmo II, Elettore d'Assia e la Principessa Augusta di Prussia, figlia di Federico Guglielmo II di Prussia.
Come suo fratello, Augusta nacque a Meiningen. Nonostante la notevole differenza di età, sembravano avere un buon rapporto. Egli era un grande amante del teatro; nel 1856, scrisse ai suoi genitori dichiarando quanto fosse felice che ad Augusta era permesso di frequentare il teatro e di come la loro mamma fosse più tollerante di quanto non lo era stata quando lui era un bambino, quando aveva dichiarato che a nessun bambino minore di tredici dovrebbe essere ammesso in un teatro.

## Matrimonio
Il 15 ottobre 1862, Augusta sposò il Principe Maurizio di Sassonia-Altenburg a Meiningen. Egli era più grande di quattordici anni, ed era il figlio più giovane di Giorgio, Duca di Sassonia-Altenburg e Maria Luisa di Meclemburgo-Schwerin. Ebbero cinque figli:
| Nome                                                           | Nascita         | Morte          | Note |
| -------------------------------------------------------------- | --------------- | -------------- | --- |
| Principessa Maria Anna                                         | 14 marzo 1864   | 3 maggio 1918  | sposò il 16 aprile 1882 Giorgio, Principe di Schaumburg-Lippe. |
| Principessa Elisabetta Augusta Maria Agnese                    | 25 gennaio 1865 | 24 marzo 1927  | sposò il 27 aprile 1884 il Granduca Konstantin Konstantinovič di Russia; [dopo il matrimonio, prese il nome di Elizaveta Mavrikievna nel battesimo ortodosso russo] |
| Principessa Margherita Maria Agnese Adelaide Carolina Federica | 22 maggio 1867  | 17 giugno 1882 | |
| Ernesto II, Duca di Sassonia-Altenburg                         | 31 agosto 1871  | 22 marzo 1955  | sposò la Principessa Adelaide di Schaumburg-Lippe |
| Principessa Luisa Carlotta Maria Agnese                        | 11 agosto 1873  | 14 aprile 1953 | sposò il 6 febbraio 1895 Edoardo, Duca di Anhalt; divorziarono nel 1918, poco prima che egli morisse.                                                               |

## Ascendenza
|                                        |                            |                                               | Genitori                                       |  |  | Nonni |  |  | Bisnonni                             |  |  | Trisnonni                        |  |
|                                        |                            |                                               |                                                |  |  |       |  |  | Antonio Ulrico di Sassonia-Meiningen |  |  | Bernardo I di Sassonia-Meiningen |  |
|                                        |                            |                                               |                                                |  |  |       |  |  | Antonio Ulrico di Sassonia-Meiningen |  |  | Bernardo I di Sassonia-Meiningen |  |
|                                        |                            | Elisabetta Eleonora di Brunswick-Wolfenbüttel |                                                |  |  |       |  |  | Antonio Ulrico di Sassonia-Meiningen |  |  |                                  |  |
| Giorgio I di Sassonia-Meiningen        |                            |                                               |                                                |  |  |       |  |  | Antonio Ulrico di Sassonia-Meiningen |  |  |                                  |  |
|                                        |                            | Carlotta Amalia d'Assia-Philippsthal          | Carlo I d'Assia-Philippsthal                   |  |  |       |  |  |                                      |  |  |                                  |  |
|                                        |                            | Carlotta Amalia d'Assia-Philippsthal          | Carlo I d'Assia-Philippsthal                   |  |  |       |  |  |                                      |  |  |                                  |  |
|                                        |                            | Carlotta Amalia d'Assia-Philippsthal          | Cristina di Sassonia-Eisenach                  |  |  |       |  |  |                                      |  |  |                                  |  |
| Bernardo II di Sassonia-Meiningen      |                            | Carlotta Amalia d'Assia-Philippsthal          |                                                |  |  |       |  |  |                                      |  |  |                                  |  |
|                                        |                            | Cristiano Alberto di Hohenlohe-Langenburg     | Luigi di Hohenlohe-Langenburg                  |  |  |       |  |  |                                      |  |  |                                  |  |
|                                        |                            | Cristiano Alberto di Hohenlohe-Langenburg     | Luigi di Hohenlohe-Langenburg                  |  |  |       |  |  |                                      |  |  |                                  |  |
|                                        |                            | Cristiano Alberto di Hohenlohe-Langenburg     | Eleonora di Nassau-Saarbrücken                 |  |  |       |  |  |                                      |  |  |                                  |  |
| Luisa Eleonora di Hohenlohe-Langenburg |                            | Cristiano Alberto di Hohenlohe-Langenburg     |                                                |  |  |       |  |  |                                      |  |  |                                  |  |
|                                        |                            | Carolina di Stolberg-Gedern                   | Federico Carlo di Stolberg-Gedern              |  |  |       |  |  |                                      |  |  |                                  |  |
|                                        |                            | Carolina di Stolberg-Gedern                   | Federico Carlo di Stolberg-Gedern              |  |  |       |  |  |                                      |  |  |                                  |  |
|                                        |                            | Carolina di Stolberg-Gedern                   | Luisa di Nassau-Saarbrücken                    |  |  |       |  |  |                                      |  |  |                                  |  |
| Augusta di Sassonia-Meiningen          |                            | Carolina di Stolberg-Gedern                   |                                                |  |  |       |  |  |                                      |  |  |                                  |  |
|                                        | Guglielmo I d'Assia-Kassel | Federico II d'Assia-Kassel                    |                                                |  |  |       |  |  |                                      |  |  |                                  |  |
|                                        | Guglielmo I d'Assia-Kassel | Federico II d'Assia-Kassel                    |                                                |  |  |       |  |  |                                      |  |  |                                  |  |
|                                        | Guglielmo I d'Assia-Kassel | Maria di Hannover                             |                                                |  |  |       |  |  |                                      |  |  |                                  |  |
| Guglielmo II d'Assia-Kassel            | Guglielmo I d'Assia-Kassel |                                               |                                                |  |  |       |  |  |                                      |  |  |                                  |  |
|                                        |                            | Guglielmina Carolina di Danimarca             | Federico V di Danimarca                        |  |  |       |  |  |                                      |  |  |                                  |  |
|                                        |                            | Guglielmina Carolina di Danimarca             | Federico V di Danimarca                        |  |  |       |  |  |                                      |  |  |                                  |  |
|                                        |                            | Guglielmina Carolina di Danimarca             | Luisa di Hannover                              |  |  |       |  |  |                                      |  |  |                                  |  |
| Maria Federica d'Assia-Kassel          |                            | Guglielmina Carolina di Danimarca             |                                                |  |  |       |  |  |                                      |  |  |                                  |  |
|                                        |                            | Federico Guglielmo II di Prussia              | Augusto Guglielmo di Prussia                   |  |  |       |  |  |                                      |  |  |                                  |  |
|                                        |                            | Federico Guglielmo II di Prussia              | Augusto Guglielmo di Prussia                   |  |  |       |  |  |                                      |  |  |                                  |  |
|                                        |                            | Federico Guglielmo II di Prussia              | Luisa Amalia di Brunswick-Wolfenbüttel         |  |  |       |  |  |                                      |  |  |                                  |  |
| Augusta di Prussia                     |                            | Federico Guglielmo II di Prussia              |                                                |  |  |       |  |  |                                      |  |  |                                  |  |
|                                        |                            | Federica Luisa d'Assia-Darmstadt              | Luigi IX d'Assia-Darmstadt                     |  |  |       |  |  |                                      |  |  |                                  |  |
|                                        |                            | Federica Luisa d'Assia-Darmstadt              | Luigi IX d'Assia-Darmstadt                     |  |  |       |  |  |                                      |  |  |                                  |  |
|                                        |                            | Federica Luisa d'Assia-Darmstadt              | Carolina del Palatinato-Zweibrücken-Birkenfeld |  |  |       |  |  |                                      |  |  |                                  |  |
|                                        |                            | Federica Luisa d'Assia-Darmstadt              |                                                |  |  |       |  |  |                                      |  |  |                                  |  |